# 列仙伝
列仙伝（れつせんでん）は、中国の神仙思想にまつわる説話集で、70人の仙人たちの伝記が載せられている。現存資料中最古の神仙伝記集。上下2巻の構成。

## 内容
前漢末の人物で、楚王劉交の子孫である官僚劉向が秦の大夫阮倉が記した数百人の仙人たちの記録を70余人にまで選別し、書き記したものとされているが以下の事から、劉向が選したというのは仮託であり、後漢の桓帝以降に成立したものと見られている。
- 劉向の生きた前漢代ではなく、後漢代になって命名された地名があちらこちらに散見される。
- 鉤翼夫人の項目で、「（翼という）諱を避けて、弋とした」という文章があるが、前漢の皇帝の中に劉翼という人物はいない（桓帝の父親が翼という名前であり、後に追尊している）。
- 劉向の同時代人を仙人としている疑いがある。
- 疑惑のある仙人たちは後代に追加されただけという見方もあるが、70余人という指定があるので、仙人総数に狂いが生じてくる。

以下の仙人が登場する。
巻上
- 赤松子

神農の頃の雨師(降雨の神)で、水晶を粉末にして飲んでおり、火の中に入って尸解することができたという。
- 甯封子

黄帝の元で陶器製造の管轄を行っていた。一神人がやってきて、窯の火加減をみる仕事にあたっていたところ五色の煙がたなびくようになった。神人から煙の方法を教えてもらった封子は、自らをその火と煙で焼いて天に登ったという。燃えあとの灰を調べてみたところ、その骨が残っていたので当時の人々は甯北の山中に葬ったので甯封子と呼ばれるようになった。
- 馬師皇

黄帝の時代に馬医者をしていた。ある時、病にかかった竜がやってきてその度に治療をしていたが、ついに竜は背に師皇を載せて姿を消した。
- 赤将子興

黄帝の時代の人。五穀は食せず草の花を主食にしていた。堯の時代には官職につく傍ら、市中で糸を売っていた。
- 黄帝
- 偓佺

薬草取りの老人。好んで松の実を食べていて、身体には毛が４、5寸ほど生えていた。疾走すると馬と勝負ができるほどだったという。
- 容成公

黄帝の師匠であったと自称して周の穆王に謁見した。房中術に優れていたといわれている。
- 方回

堯の時代に役人として仕え、夏の啓の時にも仕えた。雲母を服用していたという。ある男の脅迫によって閉じ込められ弟子にするよう強要されたが変化の術で無事に脱出したという。
- 老子
- 関令尹

老子と共に旅だった尹士のこと。
- 涓子

斉の人。ヤマアザミを服用することで300歳以上の寿命を保った。「天人経」を作り、伯陽九仙法という術を伝えたという。
- 呂尚
- 嘯父

冀州の人。若いころから曲周で履物修理の仕事を行っていたが数十年間誰にも気づかれなかった。彼が年を取らないことに気づいた、ある人物が不老の術を教えてほしいと頼んだが教えてはもらえなかった。ただ梁母という者だけが、火を炊く法を会得した。その梁母に見送られて、火法で昇天した。
- 師門

嘯父の弟子という人物。夏の孔甲の時、竜の飼育係になったが、孔甲の意のままに竜が動いてくれなかったので師門を殺して野外に埋めた。すると嵐が起き、終わると山の樹木はことごと焼けていた。孔甲は祀り祈ったが帰る途中で死んだ。
孔甲には、他にも天から雌雄の竜が下ったが飼育することができなかった。この時、劉累というものが竜の飼育係として仕え御竜氏の姓を賜った。竜の雌が死んだので劉累が孔甲に食べさせたところ、孔甲は竜を探させ、劉累が代わりが見つからないことを恐れて逃走したという話もある。
- 務光、仇生、彭祖、邛疏、介子推、馬丹、平常生、陸通、葛由、江妃二女、范蠡、琴高、寇先、王子向、幼伯子、安期先生、桂父、瑕丘仲、酒客、任光、蕭史、祝鶏翁、朱仲、修羊公、稷丘君、崔文子、（補）羨門、（補）老莱子

巻下
赤須子、東方朔、鉤翼夫人、犢子、騎竜鳴、主柱、園客、鹿皮公、昌容、谿父、山図、谷春、陰生、毛女、子英、服閭、文賓、商丘子胥、子主、陶安公、赤斧、呼子先、負局先生、朱璜、黄阬丘、女几、陵陽子明、邗子、木羽、玄俗、（補）劉安、列仙伝叙